# Bedford Blues
Maillots
Actualités
Le  Bedford Rugby Union Football Club est un club de rugby à XV professionnel anglais fondé en 1886 et basé à Bedford, dans le centre de l’Angleterre. Il joue actuellement en Division One, c’est-à-dire la deuxième division anglaise.

## Historique
Le club naît en 1886 de la fusion des Bedford Rovers (fondés en 1876 et qui jouent en noir) et des Bedford Swifts (fondés en 1882 et qui jouent en rouge). Les deux clubs sont alors proches des deux grands lycées de la ville, la Bedford School et la Bedford Modern School, et les couleurs de la nouvelle entité, le bleu ciel de l’université de Cambridge et le bleu marine de l’université d'Oxford, auraient été choisies à l’instigation des directeurs des deux écoles, anciens élèves de ces prestigieuses institutions.
Bedford est l’un des premiers clubs anglais à accueillir une équipe étrangère, le Stade français, battu 22-0 en 1893. Devenu l’une des places fortes du rugby anglais, Bedford a aussi l’honneur d'accueillir à Goldington Road les All Blacks de Nouvelle-Zélande lors de leur première tournée en Europe. Le club anglais est défait sur le score de 41 à 0 et encaisse quatre essais lors de la première période et six dans la seconde. Bedford connait de belles périodes dans les années 1930 puis au milieu des années 1960.
En 1975, Bedford remporte la  Coupe d'Angleterre à Twickenham contre Rosslyn Park 28-12. Mais jusqu’au milieu des années 1980, Bedford perd plus de matchs qu’il n’en gagne et à la création des championnats nationaux  sous le nom de Courage League en 1987, le club est versé en deuxième division. Il termine cette saison inaugurale à la cinquième place. L’année suivante est celle de la montée en première division, après une deuxième place derrière Northampton. La saison du club en première division est un échec car le club finit à la dernière place en ayant perdu tous ses matchs. Bedford retrouve donc la seconde division dès l'année suivante. Au cours des saisons suivantes, le club anglais fait alors partie des candidats réguliers à la montée dans l'élite, ce qu’il réussit en remportant le championnat en 1998. Lors de la première saison, le club parvient à se maintenir en terminant avant-dernier, mais il ne peut éviter la descente l’année suivante avec seulement une victoire en vingt-deux rencontres. Cette même année, le club participe au Challenge européen mais ne parvient pas à se qualifier pour la phase finale en terminant troisième de sa poule. Ensuite, Bedford reste pensionnaire de la seconde division et se maintient en milieu de classement, avec toutefois une deuxième place en 2006 et une troisième en 2009. Au début des années 2000, le club est renommé en Bedford Blues pour des raisons marketing.

## Palmarès
- Vainqueur de la coupe d'Angleterre en 1975.
- Vainqueur du championnat d'Angleterre de D2 en 1998.

## Joueurs célèbres
| - Ben Alexander - Martin Bayfield - Clem Boyd, moins de 21 ans - Alex Codling - Harley Crane - Norm Hadley - Charlie Harrison, Angleterre A - Andy Gomarsall, champion du monde 2003 - Craig Moir - Alistair Murdoch - Scott Murray - Martin Offiah - Junior Paramore - Darragh O'Mahony | - James Pritchard - Jeff Probyn - Mike Rayer - Gareth Rees - Paul Sackey - Boz Shannon - Scott Stewart - Rudolf Straeuli, champion du monde 1995 - Soane Tonga'uiha - Paul Turner - Rory Underwood - Roy Winters - Tony Yapp, moins de 21 ans |

## Coachs célèbres
- Geoff Cooke